# Aikido
Aikido (合気道, Aikidó) je japonské bojové umění. Je založeno na myšlence neagresivity, asertivity, rozvíjí cvičícího jedince po fyzické i psychické stránce tak,  aby se jedinec stal vyrovnanou osobností, platnou pro ochranu a udržení všech dobrých ctností společnosti všech lidí.
Název je složen ze tří japonských znaků:
- 合 – ai – harmonie, rovnováha, střed,  láska, sjednocení, spojení, soulad
- 気 – ki – energie, záměr, mysl, vzduch
- 道 – dó – cesta.

## Historie

### Daitó-rjú Aikidžúdžucu
Více v článku Daitó-rjú Aiki-džúdžucu a Takeda-rjú
Již na konci prvního století na císařském dvoře vznikly základy bojového umění, ze kterého později vzniklo aikido. Byly to metody úderů a tlaků na nervová centra ve spojení s využíváním pohybu útočníka. Toto umění se nazývalo Takeda-rjú Aikidžudžucu, které jako ucelený styl začal vyučovat Minamoto Jošimicu. Umění se později rozdělilo na tři umění Šingen-rjú (Takeda Šingen), Takeda-rjú (hlavní větev-Šurjú, Takeda Nobutomo) a Daito-rjú (Takeda Kunicugu) a právě Daitó-rjú se Morihei Uešiba naučil od Sókaku Takedy. Kořeny tohoto umění vycházejí z rodokmenové linie starého samurajského rodu Minamoto a později Takeda.

### Morihei Uešiba
Za tvůrce a zakladatele Aikida je považován Morihei Uešiba (Ó-sensei/1. Došu), ale někdy se říká že aikido má spoluzakladatele Noriaki Inoueho, Uešibova synovce, který je zakladatelem umění podobného aikidu, Šinei Taido. Morihei do aikida zařadil i techniky z různých dalších stylů, které studoval. Původní Daito-rjú je přes to zastoupeno v Aikidu v těchto dobách asi z 95 %. 

#### Mládí
Uešiba se narodil v roce 1883 Juki a Joroku Uešibům jako první syn.  Narodil se v pohoří Kumanó, ve kterém měly podle pověstí a šintoismu sestoupit bohové (kami) na zem. Chodili sem potulní mniši Jamabuši, kteří následovali tajné učení taoistického čaroděje En no Gjódžiho (údajně také zakladatel nindžucu). O něm a i o dalších místních čarodějích se malý Uešiba velmi zajímal a matka ho od mala vedla k duchovnu. Otec ho zase bral na rybářské výpravy a naučil ho používat harpunu. Otec byl také známý podporovatel bojových umění, a tak chtěl, aby se Morihei učil Sumó a později pozval i Kjóiči Takagiho senseie, jednoho z předních učitelů kodokanu a nejlepších žáků Džigoróa Kana senseie, aby Morihei učil judo. Přesně se neví, jak dlouho se od něj učil, ale nemohlo to být déle než deset měsíců.

#### Škola
Morihei jako mladý studoval v buddhistickém šingonském chrámu. Jeho učitel byl Micudžo Fudžimoto, který ho velmi ovlivnil. Později býval za Uešibova duchovního učitele považován pouze Ónisabaro Deguči a na Fudžimota se začalo zapomínat. Další školou byla pak místní akademie počítání s tradičním japonském počítadlem.

#### Válka
Když začala Rusko-japonská válka, Morihei chtěl narukovat, ale byl příliš malý, a tak prováděl drastická tělesná cvičení, aby se vytáhl a nakonec ho do armády přijali. V armádě byl známý tím, že ho nikdo neporazil v sumó zápase, a svou zručností v Džúkendžucu (s bajonetem). Později říkal, že do války sice chtěl, ale poznal, že to není to, co by chtěl dělat. Když mu později nabídli prestižní místo v armádě, odmítl jej.

#### Tokio
Po škole pracoval krátce na úřadě. Práce ho však nenaplňovala, a tak místo opustil. Poté pomáhal rybářům, kteří byli úřady utlačováni. To však dělalo vrásky na čele jeho otci, který byl velmi úspěšným a oceňovaným politikem. Ten proto poslal Uešibu do Tokia, kde si s finanční podporou příbuzných založil několik firem, jako například papírnictví. Nic z toho ho však nebavilo, a tak všechny firmy někomu předal. V rámci pobytu v Tokiu chodíval meditovat do místního zenového chrámu. Také zde přičichl k pro něj novým bojovým uměním. Z neozbrojených to bylo Kitó-rjú džúdžucu a Gotó-ha Jágjú Šingan-rjú džudžucu (Masakacu Nakai) a ze stylu meče to nejspíše bylo Šinkage-rjú.

#### Hokkaidó
Morihei Uešiba vedl dvě výpravy na ostrov Hokkaidó, které jeho skupina osidlovala (konkrétně tedy Širataki). V tu dobu zde praktikoval cvičení misogi.

#### Studium Daitó-rjú
V roce 1915 začal Morihei Uešiba na ostrově Hokkaidó studovat Daitó-rjú. Ve městě Engaru se totiž setkal se senseiem Sókaku Takedou. Během těchto let již byl u Uešiby jeho synovec Noriaki Inoue, avšak ten, kvůli svému nízkému věku, Daitó-rjú nestudoval. Později řekl, že mu Sókaku nabídl výjimku, aby mohl u něj studovat. Noriaki prý však odpověděl, že s takovým starcem studovat nebude. Uešiba zde postavil pro Sókakua dódžo, kde studoval až do roku 1919, kdy musel Hokkaidó opustit. Formální trénink ale skončil až o několik let později.

#### Deguči sensei
V roce 1919 se Uešiba dozvěděl, že jeho otec je nemocný a rozhodl se vrátit do rodného Tanabe. Cestou se však ještě zastavil v Ajabe v centru sekty Ómoto-kjó (pravděpodobně na doporučení Noriaki Inoueho). Zde se rozhodl meditovat v dračím pavilonu a zjevil se mu jeho otec. Mezitím se za ním objevil nějaký muž a zeptal se ho, koho vidí. Morihei odpověděl a muž, o kterém se později dozvěděl, že je vůdcem sekty, mu sdělil, že jeho tec je již mrtvý, a to aniž by ho někdy dřív kdy viděl. Na Uešibu to zapůsobilo, ale když dorazil domů, kde vskutku nalezl otce mrtvého, velmi ho to zasáhlo. Rodina mu navíc vyčítala, že se nestihl dostavit dříve. Poté odešel na několik měsíců do hor a cvičil zde s mečem. To zašlo tak daleko, že někteří, kdo ho v horách potkali, udávali policii, že se v horách nachází nebezpečný muž s mečem.

#### 1920
V roce 1920 se Morihei i s celou rodinou (i s Inouem) vrátil do Ajabe a studoval zde šintoismus sekty Ómoto od Degučiho. Deguči také rychle poznal, že má Morihei talent pro bojová umění, a hned toho roku mu oznámil, že bude vyučovat místní členy sekty. Nakreslil mu také kaligrafii s nápisem Uešiba Juku (Uešibova akdemie), jak se později dódžó jmenovalo. Deguči také naučil Ó-senseie techniku Aiki kiri, kterou trénovali po nocích tím, že přesekávali rukou bambusové tyče.

#### 1922
V tomto roce do Ajabe přijel Sókaku. Ten si však vůbec nesedl s vůdcem sekty, Degučim. Moriheiovi zde dal Kyudži Dairi z Daitó-rjú, Makimono v Šinage-rjú (to je však spojeno s mnoha nejastnostmi) a prodal mu katanu. Ještě toho roku Sókaku odjel a jedna z teorií praví, že mu za to, že odjede, dal Deguči velký obnos peněz. 

#### Mongolsko
Jednou se Deguchi sensei rozhodl, že vyrazí na výpravu, aby nalezli Šambalu a založili stát míru. Výprava však byla velmi nebezpečná. Po cestě se výprava musela vypořádávat s krupobitím, málem umřeli hladem. Také skoro došlo k otravě jídlem, Uešiba prolétl čelním sklem a při jedné příležitosti se museli bránit banditům. V tu dobu došlo k velké přestřelce. Skupina, ale naštěstí unikla bez žádné smrti. Jelikož cesta vedla přes Koreu, Mandžusko i Mongolsko byli podmínky různorodé. Aby expedice byla u místních lépe přijímána, tak své náboženství pro okolí pojmenovali Ómoto buddhismus a v Mongolsku tvrdili, že Deguči je inkarnací Dalajlámy. Někteří tvrdí, že Deguči dokázal přivolat déšť. Lidé si všímali i Uešiby, kterého nedokázal porazit žádný z místních bojovníků. Poté však celou skupinu zatkla Čínská milice. Uešiba a ostatní byli vedeni na popravčí pole, kde procházeli mezi právě popravenými. Všichni byli odsouzeni k smrti. Život jim naštěstí zachránil japonský konzul.

#### Tokio
Později se Uešiba na prosbu svého žáka, významného admirála Isamu Takešity, a za svolení Degučiho i finanční podpory svého rodiny znovu přestěhoval do Japonska a začal zde učit. Vystřídal mnoho dódžó, až nakonec vybral místo, kterému se říkalo Kobukan dódžó a později Aikikai Hombu dódžó. Předvedl ukázku císařovi a vyučoval mnoho žáků.

#### Iwama
V roce 1940 založil Uešiba Svatyni aiki a Iwama dódžó (později Ibaraki dódžó). Zde později trávil mnohem více času, osobního i učitelského. V tu dobu už běžela naplno 2. světová válka a mnoho Uešibových žáků bylo povoláno do armády. Uešiba v tu dobu také jezdíval každý podzim vyučovat do Mandžuska na univerzitu Kenkoku a stal se představitelem Shimbudenu, kde dříve předvedl ukázku, kterou zhlédl i Mandžuský císař.

#### Kaligrafie
Ó-sensei se začal také učit kaligrafii od jednoho ze svých studentů aikido jménem Seiseki Abe.

#### Poválečné aikido
Po válce se aikido začalo mnohem více zjemňovat a také již existovala organizace Aikikai, od které se později v roce 1955 odtrhl Gozo Šioda se svým Jošinkanem. Aikido v tu dobu bylo už mnohem odlišnější od Daitó-rjú než dříve, naopak Jošinkan byl podobnější spíše předválečnému aikido.

#### Havaj
V roce 1961 odjel Uešiba na Havaj, kde aikido představil již před několika lety Koiči Toheiem. O této návštěvě Ó-senseie koluje mnoho historek.

#### Úmrtí
Kaisó, 1. Došu Morihei Uešiba, Ó-sensei umřel 26. dubna 1969 na rakovinu jater. Byl pochován v rodinném chrámu.

### Po smrti Ó-senseie
Po smrti zakladatele pokračoval v rodinné tradici jeho syn Kišomaru Uešiba, který se zasloužil o počátky šíření aikida mimo Japonsko. V současné době udržuje rodinnou tradici vnuk zakladatele – současný Došu Moriteru Uešiba. Linie či styl reprezentovaný rodinou Uešiba je označován jako aikikai, někteří přímí žáci zakladatele ovšem zakládají vlastní styly a školy (Iwama-Rjú, Ki-Aikido, Jošinkan, Nišio-Rjú atd.). Centrálním dódžó v rámci linie aikikai je Honbu dódžó (Hombu dojo) v Tokiu, ve kterém vyučují členové rodiny Uešiba. První evropskou zemí, odkud se aikido začalo dále šířit po starém kontinentu, byla Francie. V počátcích většinou aikidistické oddíly vznikaly při judistických oddílech. První generace evropských aikidistů z 60. a 70. let měla většinou za sebou judistickou či karatistickou minulost. Mnozí vrcholoví judisté a karatisté se po skončení své sportovní kariéry věnují aikidu jako blízké nesoutěžní formě bojového umění, které je založeno na podobných principech a přitom nevyžaduje příliš velké svalové vypětí.
Zřejmě nejvíce se o popularizaci aikido mimo Japonsko zasloužil americký herec Steven Seagal (7. dan). Jedním ze známých evropských šihanů je např. Christian Tissier (Francie, 8. dan)

## Technika
Kromě úderů, pák a hodů se protivníkovy akce ruší horizontálními, vertikálními a diagonálními, cirkulárními, sférickými i spirálovými pohyby kolem boků obránce. Výuka se týká základních pohybů (tai-sabaki) a pádů (ukemi), samotných technik v postoji (tači-waza) i vkleče (suwari-waza) a práce s tradičními zbraněmi (nůž – tantó, meč – bokken, hůl – džó)
Popisy konkrétních technik přesahují rámec článku a navíc se jednotlivé styly, učitelé i názvy technik mohou podstatně lišit. 
Aikidó vyučované před rokem 1945 (tehdy se tak nejmenovalo, šlo o Daito-rjú Aikidžúdžucu, Uešiba-rjú a pod.) bylo více přímé, vyžadovalo více síly a k provedení techniky nepotřebovalo příliš místa. 

## Zbraně
V aikido se učí i boj s nožem (tantó), dřevěným mečem (bokken) (případně šinken – ostrý meč = katana nebo iai – podobná konstrukce jako katana, ale bez ostré čepele) a tyčí (džó). Styly, které nejvíce pracují se zbraněmi, jsou Iwama-rjú a styl vyučovaný Šódži Nišiem (a po jeho smrti jeho následovníky). Práce se zbraněmi vychází z tradičních japonských bojových umění (například iaidó, Kašima Šinden Jikišinkage-rjú apod.), ale je přizpůsobena myšlenkám a technikám aikido (někdy je tedy pro odlišení například cvičení s mečem označováno jako aikiken, s tyčí aikidžó). Občasně se používá i Tambo, nebo Tessen.

## Technické stupně
Stupně aikido jsou dvojího typu. Začínají tzv. Kjú stupni, kterých je šest (počínaje šestým až k prvnímu), některé styly mají technických stupňů pouze pět, některé jich naopak mají ještě více a některé mají takzvané dětské kjú, které většinou začínají od 12. kjú, ale i zde se to mění. Poté následuje 10 tzv. Dan stupňů, které jsou počítány vzestupně. 

## Soutěže
Mnozí mistři Budó neviděli přínos soutěží k rozvoji člověka, a proto si i Morihei Uešiba nepřál degradaci aikido na sport pořádáním zápasů a soutěží. Základní myšlenkou aikida je hledání harmonie (rovnováhy v životě, míru, středu), ve které rivalita a soutěživost, nezbytné součásti sportovních klání, nemají místo. Techniky Aikido nejsou soutěžního charakteru, jsou určeny k přežití za všech okolností. Původně bylo jejich účelem zabít, správný Aikidoka si je této stránky vědom a se smrtí si nezahrává.
Jediný styl, který do své náplně, i přes odpor Ó-senseie, zařadil soutěže, je Tomiki (správně Šodokan) Aikido, založené Kendži Tomikim.
Jošinkan Aikido pořádá soutěže v katách.